# Jindřichův Hradec
Jindřichův Hradec (Duits: Neuhaus) is een Tsjechische stad in de regio Zuid-Bohemen die deel uitmaakt van het district Jindřichův Hradec.
Jindřichův Hradec telt 22.604 inwoners.
Het spoorwegstation van de stad, station Jindřichův Hradec, wordt aangedaan door spoorlijn 225 van de České dráhy. Daarnaast is de stad de thuisbasis van spoorwegmaatschappij Jindřichohradecké místní dráhy, die eveneens twee spoorlijnen exploiteert die station Jindřichův Hradec aandoen.

## Muzeum Jindřichohradecka
De stad herbergt tevens Muzeum Jindřichohradecka. Het museum toont onder andere regionale kunst en een overzicht van de regionale geschiedenis. Maar heeft tevens een permanente expositie over operazangeres Ema Destinnová die tijdens haar leven woonachtig was in het naburige dorp Stráž nad Nežárkou.

## Geboren
- Kurt Adler (1907-1977), dirigent, muziekpedagoog en pianist
- Karel Poborský (1972), voetballer

Báňovice ·
Bednárec ·
Bednáreček ·
Blažejov ·
Bořetín ·
Březina ·
Budeč ·
Budíškovice ·
Cep ·
Cizkrajov ·
Červený Hrádek ·
České Velenice ·
Český Rudolec ·
Číměř ·
Člunek ·
Dačice ·
Dešná ·
Deštná ·
Dívčí Kopy ·
Dobrohošť ·
Dolní Pěna ·
Dolní Žďár ·
Domanín ·
Doňov ·
Drunče ·
Dunajovice ·
Dvory nad Lužnicí ·
Frahelž ·
Hadravova Rosička ·
Halámky ·
Hamr ·
Hatín ·
Heřmaneč ·
Horní Meziříčko ·
Horní Němčice ·
Horní Pěna ·
Horní Radouň ·
Horní Skrýchov ·
Horní Slatina ·
Hospříz ·
Hrachoviště ·
Hříšice ·
Chlum u Třeboně ·
Jarošov nad Nežárkou ·
Jilem ·
Jindřichův Hradec ·
Kačlehy ·
Kamenný Malíkov ·
Kardašova Řečice ·
Klec ·
Kostelní Radouň ·
Kostelní Vydří ·
Kunžak ·
Lásenice ·
Lodhéřov ·
Lomnice nad Lužnicí ·
Lužnice ·
Majdalena ·
Nová Bystřice ·
Nová Olešná ·
Nová Včelnice ·
Nová Ves nad Lužnicí ·
Novosedly nad Nežárkou ·
Okrouhlá Radouň ·
Peč ·
Písečné ·
Pístina ·
Plavsko ·
Pleše ·
Pluhův Žďár ·
Polště ·
Ponědraž ·
Ponědrážka ·
Popelín ·
Příbraz ·
Rapšach ·
Ratiboř ·
Rodvínov ·
Roseč ·
Rosička ·
Slavonice ·
Smržov ·
Staňkov ·
Staré Hobzí ·
Staré Město pod Landštejnem ·
Stráž nad Nežárkou ·
Strmilov ·
Stříbřec ·
Střížovice ·
Studená ·
Suchdol nad Lužnicí ·
Světce ·
Třebětice ·
Třeboň ·
Újezdec ·
Velký Ratmírov ·
Vícemil ·
Višňová ·
Vlčetínec ·
Volfířov ·
Vydří ·
Záblatí ·
Záhoří ·
Zahrádky ·
Žďár ·
Županovice